# Idioma mator
El idioma mator o karagas fue una lengua urálica perteneciente al grupo sureño de las lenguas samoyedas. Las otras lenguas samoyedas meridionales incluyen el kamasiano y el selkup. Existían tres variantes de mator, el mator propiamente dicho, el taygi y el karagas.
El mator se extinguió desde la década de 1840. Fue hablado en la zona norte de los montes Sayanes en Siberia, cerca a la borde limítrofe norte de Mongolia. Los hablantes del mator en una área espaciosa de las partes orientales de la región Minusinsk (Mинycинcк) a lo largo del río Yeniséi hasta la región del lago Baikal.